# 修業年限
修業年限（しゅうぎょうねんげん）とは、学校の課程において教育する期間（年数）のことである。修業期間（しゅうぎょうきかん）ということもある。
修業年限は学校の教育課程において定められる標準的な教育の期間であり、原則として修業年限として定められている期間と同じ期間以上を在学しないと卒業・修了することができない。ただし、高等教育においては大学（学部・大学院）への飛び入学、大学の早期卒業・早期修了の制度もある。修業年限は同種の学校で合算でき、例えばある高等学校で2年間在学した場合、修業年限3年の高等学校に転入学すれば1年間在学するのみで高等学校を卒業できる。また高等学校や大学では在学できる最大期間を設定している場合もあり、この最大期間を在学年限と呼ぶこともある。

## 各国の修業期間

### 日本
各学校種ごとの修業年限は、次の通りである。下表の通り6-3-3-4制が原則だが、学校の形態により年数が異なる事もある。新学年は4月1日に始まり、学年末は翌年の3月31日となる（ただし、大学・専修学校については学長・校長がそれぞれ定める）。
学校制度の項も参照のこと。
| 学校種                                     | 本科                                  | 別科          | 専攻科        |
| ------------------------------------------ | ------------------------------------- | ------------- | ------------- |
| 小学校                                     | 6年                                   | なし          | なし          |
| 中学校                                     | 3年                                   | なし          | なし          |
| 高等学校                                   | 3年 3年〜                             | 1年〜         | 1年〜         |
| 中等教育学校                               | 6年 6年〜                             | 1年〜         | 1年〜         |
| 大学（学部）                               | 4年（4年〜） 6年                      | 1年〜         | 1年〜         |
| 短期大学                                   | 2年 3年                               | 1年〜         | 1年〜         |
| 大学院（修士課程）                         | 標準2年 （1〜2年） （2年〜）          | なし          | なし          |
| 大学院 （専門職学位課程 （専門職大学院）） | 標準2年 1〜2年 （2年〜）              | なし          | なし          |
| 大学院 （専門職学位課程 （専門職大学院）） | （法科大学院） 標準3年 （3年〜）      | なし          | なし          |
| 大学院（博士課程）                         | 全体で標準5年 （5年〜） 後期のみは3年 | なし          | なし          |
| 高等専門学校                               | 5年 5年6ヶ月                          | なし          | 1年〜         |
| 特別支援学校                               | 幼小中高 準拠                         | 幼小中高 準拠 | 幼小中高 準拠 |
| 幼稚園                                     | 法令規定無                            | なし          | なし          |
| 専修学校                                   | 1年〜                                 | なし          | なし          |
| 各種学校                                   | 1年〜 （3ヶ月〜1年）                  | なし          | なし          |

### アメリカ合衆国
州により在学期間が異なり次のような年次で教育が行われる。この12年間の教育の後に、大学教育が行われる。しかし勉強の進度により飛び級が認められており、必ずしもこの年限が必要ではない。
新学期は8月下旬（ないし9月上旬）に始まり6月中旬頃に学期末を迎える。

#### 6-3-3制
| 学校種                                     | 修業年限 |
| ------------------------------------------ | -------- |
| Elementary（or Primary） Schools（小学校） | 6年      |
| Junior High Schools（中学校）              | 3年      |
| Senior High Schools（高等学校）            | 3年      |

#### 6-6制
| 学校種                                                       | 修業年限 |
| ------------------------------------------------------------ | -------- |
| Elementary（or Primary） Schools（小学校）                   | 6年      |
| Combined Junior-Senior（or Secondary） Schools（中高一貫校） | 6年      |

#### 5-3-4制
| 学校種                                     | 修業年限 |
| ------------------------------------------ | -------- |
| Elementary（or Primary） Schools（小学校） | 5年      |
| Junior High（or Middle） Schools（中学校） | 3年      |
| 4-year High Schools（高等学校）            | 4年      |

#### 8-4制
| 学校種                                         | 修業年限 |
| ---------------------------------------------- | -------- |
| Elementary（or Primary） Schools（小中一貫校） | 8年      |
| 4-year High Schools（高等学校）                | 4年      |

### イタリア
2001年までは小中学校の8年間が義務教育だったが、2002年より高校の初めの2年間まで義務教育と変わった。イタリアでは義務教育の間に将来の職業を決める傾向が強かったが、この変更により将来職業選択に2年間の猶予が生まれると考えられている。全域で5-3-5制がとられている。
授業は月曜日から土曜日まで有り、午前中に授業を受ける。
| 学校種                                                            | 修業年限 |
| ----------------------------------------------------------------- | -------- |
| Scuola elementare / Scuola primaria（小学校）                     | 5年      |
| Scuola media / Scuola secondaria di primo grado（中学校）         | 3年      |
| Scuola superiore / Scuola secondaria di secondo grado（高等学校） | 5年      |

### 中華人民共和国
複数の期間があるが、6-3-3制が多い。授業は月曜日から金曜日まで。

#### 6-3-3制
| 学校種               | 修業年限 |
| -------------------- | -------- |
| 小学（小学校）       | 6年      |
| 初級中学（中学校）   | 3年      |
| 高級中学（高等学校） | 3年      |

#### 5-4-3制
| 学校種               | 修業年限 |
| -------------------- | -------- |
| 小学（小学校）       | 5年      |
| 初級中学（中学校）   | 4年      |
| 高級中学（高等学校） | 3年      |

#### 9-3制
| 学校種                     | 修業年限 |
| -------------------------- | -------- |
| 小学初級中学（小中一貫校） | 9年      |
| 高級中学（高等学校）       | 3年      |

### インド
インドでは、大学の年限は3年が一般的。初めの10年間を初等教育8年、中等教育2年のように分けることもある。全域で10-2制がとられている。
| 学校種       | 修業年限 |
| ------------ | -------- |
| 小中高一貫校 | 10年     |
| 高等学校     | 2年      |

### 南アフリカ共和国
全域で7-5制がとられている。
| 学校種     | 修業年限 |
| ---------- | -------- |
| 小学校     | 7年      |
| 中高一貫校 | 5年      |

### 台灣
| 学校種                               | 修業年限 |
| ------------------------------------ | -------- |
| 国民小学（小学校）                   | 6年      |
| 国民中学（中学校）                   | 3年      |
| 普通型高級中等学校（普通科高等学校） | 3年      |
| 技術型高級中等学校（専門高等学校）   | 3年      |
| 完全中学（中等教育学校）             | 6年      |
| 専科学校（高等専門学校）             | 5年以上  |
| 技術学院                             | 2-4年    |
| 大学                                 | 4-7年    |
| 碩士（修士課程）                     | 2年以上  |
| 博士課程                             | 3年以上  |